# P3 Transfer-Fondas 2007
Questa voce raccoglie le informazioni riguardanti la P3 Transfer-Fondas nelle competizioni ufficiali della stagione 2007.

## Stagione
Come Continental Team, la P3 Transfer-Batavus prese parte alle gare dei Circuiti continentali UCI, in particolare all'UCI Europe Tour.

## Organico

### Staff tecnico
GM=General manager; DS=Direttore sportivo.
|  | Naz.                   | Ruolo | Sportivo        |  |  |  |
|  | ---------------------- | ----- | --------------- |  |  |  |
|  | Paesi Bassi (bandiera) | GM    | Daan Luijkx     |  |  |  |
|  | Paesi Bassi (bandiera) | DS    | Frits Schür     |  |  |  |
|  | Belgio (bandiera)      | DS    | Cees De Brouwer |  |  |  |
|  | Paesi Bassi (bandiera) | DS    | Piet Van Est    |  |  |  |

### Rosa
|  | Naz.                   |  | Sportivo            | Anno |  |  |
|  | ---------------------- |  | ------------------- | ---- |  |  |
|  | Paesi Bassi (bandiera) |  | Mike Alloo          | 1985 |  |  |
|  | Paesi Bassi (bandiera) |  | Gideon De Jong      | 1984 |  |  |
|  | Paesi Bassi (bandiera) |  | Luc Hagenaars       | 1987 |  |  |
|  | Paesi Bassi (bandiera) |  | Reinier Honig       | 1983 |  |  |
|  | Paesi Bassi (bandiera) |  | Maarten Mandemakers | 1985 |  |  |
|  | Paesi Bassi (bandiera) |  | Wouter Mol          | 1982 |  |  |
|  | Paesi Bassi (bandiera) |  | Wout Poels          | 1987 |  |  |
|  | Paesi Bassi (bandiera) |  | Norbert Poels       | 1983 |  |  |
|  | Paesi Bassi (bandiera) |  | Ger Soepenberg      | 1983 |  |  |
|  | Paesi Bassi (bandiera) |  | Peter van Agtmaal   | 1982 |  |  |
|  | Paesi Bassi (bandiera) |  | Ben van der Kooi    | 1986 |  |  |
|  | Paesi Bassi (bandiera) |  | Eelke van der Wal   | 1981 |  |  |
|  | Paesi Bassi (bandiera) |  | Savié Van Horik     | 1988 |  |  |
|  | Paesi Bassi (bandiera) |  | Bram van Oosterhout | 1985 |  |  |
|  | Belgio (bandiera)      |  | Timothy Vangheel    | 1986 |  |  |

## Palmarès

### Corse a tappe
- Tour of Siam

1ª tappa (Ger Soepenberg)
6ª tappa (Ger Soepenberg)
- Vuelta Ciclista a León

3ª tappa (Ger Soepenberg)
- GP Chantal Biya

1ª tappa (Peter van Agtmaal)
Classifica generale (Peter van Agtmaal)

### Corse in linea
- Meeùs Race Lierop (Mike Aloo)
- Dorpenomloop Rucphen (Reinier Honig)
- Grote 1-Mei Prijs (Wouter Mol)
- Steinfurt (Ger Soepenberg)

### Campionati nazionali
- Campionato olandese su pista

Mezzo fondo (Reinier Honig)

## Classifiche UCI

### UCI Europe Tour
Individuale
Piazzamenti dei corridori della P3 Transfer nella classifica dell'UCI Europe Tour 2007.
| Pos. | Ciclista          | Punti |
| ---- | ----------------- | ----- |
| 183  | Wouter Mol        | 86    |
| 328  | Reinier Honig     | 54    |
| 571  | Eelke van der Wal | 26    |
| 619  | Ger Soepenberg    | 22    |
| 712  | Luc Hagenaars     | 16    |
| 967  | Norbert Poels     | 8     |

Squadra
La P3 Transfer chiuse in sessantatreesima posizione con 212 punti.